# Letnie Mistrzostwa Polski w Skokach Narciarskich 2024
Letnie Mistrzostwa Polski w Skokach Narciarskich 2024 – 29. edycja mistrzostw, która odbyła się w dniach 18–19 października 2024 roku na Średniej Krokwi w Zakopanem. Pierwotnie w zawodach miało wystąpić 92 zawodników – 85 mężczyzn i 7 kobiet. Ostatecznie na liście startowej kwalifikacji mężczyzn znalazło się 89 skoczków,  natomiast do konkursu indywidualnego kobiet przystąpiło 10 skoczkiń. 
18 października rozegrane zostały zawody indywidualne. W rywalizacji kobiet mistrzynią Polski została Anna Twardosz, która obroniła tytuł z 2023 roku. Podium mistrzostw uzupełniły znajdujące się na kolejnych miejscach Nicole Konderla oraz Natalia Słowik. Wśród mężczyzn złoty medal zdobył Klemens Joniak, srebrny – Paweł Wąsek, a brązowy – Dawid Kubacki. 
W rozgrywanym następnego dnia konkursie drużynowym mężczyzn podobnie jak przed rokiem zwyciężył pierwszy zespół Wiślańskiego Stowarzyszenia Sportowego w składzie: Aleksander Zniszczoł, Tomasz Pilch, Piotr Żyła i Paweł Wąsek. Drugie miejsce zajęła drużyna AZS Zakopane, a trzecie Wisła Zakopane.  

## Skocznia
| Nazwa skoczni | Nazwa skoczni   | Miejscowość | Punkt K | HS     | Rekord skoczni | Rekord skoczni       | Rekord skoczni | Źródło |
| ------------- | --------------- | ----------- | ------- | ------ | -------------- | -------------------- | -------------- | ------ |
|               | Średnia Krokiew | Zakopane    | K-95    | HS-105 | 109 m          | Aleksander Zniszczoł | 19.10.2022     | [ 8 ]  |

## Program mistrzostw
Na podstawie:
| Dzień           | Konkurencja                         | Początek (CET) | Liczba uczestników | Źr.    |
| --------------- | ----------------------------------- | -------------- | ------------------ | ------ |
| 18 października | Oficjalny trening kobiet i mężczyzn | 14:30          | —                  |        |
| 18 października | Seria próbna kobiet                 | 15:45          | —                  |        |
| 18 października | Kwalifikacje mężczyzn               | 16:00          | 88                 | [ 10 ] |
| 18 października | Pierwsza seria konkursowa kobiet    | 17:15          | 10                 | [ 11 ] |
| 18 października | Pierwsza seria konkursowa mężczyzn  | 17:30          | 51                 | [ 12 ] |
| 19 października | Seria próbna konkursu drużynowego   | 10:00          | —                  |        |
| 19 października | Pierwsza seria konkursu drużynowego | 11:00          | 64                 | [ 7 ]  |